# Курский государственный университет
Курский государственный университет (КГУ) — старейшее высшее учебное заведение города Курска. Основан в 1934 году как Курский педагогический институт. Является государственным учреждением федерального подчинения. В 2018 году стал членом Ассоциации классических университетов России.
Реализует образовательные программы в сферах экономики, юриспруденции, истории, психологии, философии, социологии, педагогики, иностранных языков, филологии, физики, математики, информатики и других направлений подготовки.
Университет включает в себя 9 научно-исследовательских институтов и центров, 16 научно-исследовательских лабораторий, 15 факультетов, институты экономики и управления, непрерывного образования, социальных инноваций и технологий, институт культуры и искусств, колледж коммерции, технологий и сервиса.
Основной кампус университета расположен в историческом центре города Курска.
При наименовании часто применяют сокращение — КГУ или КурскГУ.

## История

### До 1934 года
Первым среди предшественников университета можно считать частный пансион благородных девиц, открытый в Курске в 1794 году французом Ренедом. В 1860 году он был преобразован в Мариинское училище первого разряда.
В 1901—1903 годах по проекту архитектора А. А. Баумиллера для училища было выстроено новое здание на улице Флоровской. В этом здании до настоящего времени располагается Курский государственный университет.
В 1902 году Мариинское училище получило статус гимназии, а в 1918 году гимназия была преобразована в учительский институт, который с 1919 года стал называться педагогическим. В то время велось преподавание на биолого-географическом, литературно-художественном, физико-математическом, словесно-историческом и дошкольном факультетах. Институт выпускал преподавателей школ II ступени, учителей труда с агрономическим уклоном и воспитателей дошкольных детских учреждений.
Институт не прекращал свою деятельность даже во время захвата города белогвардейскими войсками генерала Деникина. Затем он был вновь преобразован, получив название «институт народного образования». Были созданы историко-филологический, физико-математический, агрономический и дошкольный факультеты, контингент студентов составлял 650 человек, преподавателей — 50 научных сотрудников. В 1921 году агрономический факультет был преобразован в практический сельскохозяйственный институт.
В 1921 году Курский институт народного образования переименуется в Курский педагогический институт, а в 1922 году — в Курский практический институт народного образования. В 1923 году институт закрывается, студенты передаются на учёбу в Курский педагогический техникум.

### После 1934 года
В 1934 году постановлением Совнаркома СССР в Курске на базе Курского педагогического техникума открывается государственный педагогический институт. Четырёхлетнее обучение первоначально велось на факультетах истории, а также русского языка и литературы. Первый набор составил около 200 студентов, не считая переведенных из Орловского педагогического института.
В 1935—1936 годах по проекту архитектора-художника Петровского К. Г. зданию института были надстроены два этажа.
В 1940 году институт подготовил первый выпуск научного периодического издания «Ученые записки», который был издан в 1941 году и продолжает выпускаться по настоящее время. В связи с ростом научно-исследовательской работы в 1940 году Курскому педагогическому институту было разрешено организовать аспирантуру.
В довоенный период (1934—1941 гг.) в Курском государственном педагогическом институте получили высшее образование 1553 человека.
В 1941 году институт, совместно с Курской областной библиотекой, эвакуируется в город Сарапул Удмуртской АССР. Возвращение в Курск происходит в 1943 году..
Во время оккупации здание института было взорвано. Восстановлен учебный корпус по улице Радищева был в 1943—1955 годах по проекту архитектора Лезина А. И..
В 1943—1944 учебном году в составе Курского педагогического института был открыт географический факультет, с начала 1945—1946 учебного года были организованы еще два факультета: физико-математический и иностранных языков с отделениями английского, немецкого и французского языков.
В 1957 году по решению правительства Курский педагогический институт был отнесен к ВУЗам I категории (в 1943 году относился к III категории, с 1945 года — II категории).
В 1960 году в институте был открыт художественно-графический факультет.
В 1972 году к главному корпусу института по проекту архитектора Лезина А. И. был пристроен пятиэтажный лабораторный корпус, где разместились два факультета — физико-математический и естественно-географический, — столовая, два читальных зала, библиотека, книгохранилище, лаборатории, кабинеты и другие учебные помещения.
За плодотворную работу по подготовке кадров для народного образования в 1984 году Курский государственный педагогический институт был награжден орденом «Знак Почета».
В 1986 году в институте был открыт учебный телецентр: организована телевизионная студия, в коридорах, рекреациях и аудиториях размещены телевизоры. Система внутреннего телевещания функционирует в образовательном учреждении и в настоящее время, где транслируются видеоролики о новостях и событиях вуза, размещаются информационные материалы.
В 1991 году на углу улиц Радищева и Золотой по проекту архитектора И. Л. Брагина было выстроено 9-этажное здание нового корпуса института, где разместились факультет педагогики и психологии и дефектологический факультет.
В 1994 году вуз был переименован в Курский государственный педагогический университет, в 2003 году — в государственное образовательное учреждение высшего профессионального образования «Курский государственный университет», в 2011 году — в федеральное государственное бюджетное образовательное учреждение высшего профессионального образования «Курский государственный университет»..
В 2003 году в холле главного учебного корпуса на гранитном постаменте была установлена бронзовая скульптура «Знание», выполненная курским скульптором В. И. Бартеневым.
В 2006—2012 годах по проекту архитекторов Михайлова В. Н. и Михайловой И. П. на углу улиц Радищева и Кирова было построено здание нового корпуса Курского государственного университета. В нем разместились факультеты экономики и менеджмента, искусств, физической культуры и спорта, философии, социологии и культурологи, юридический факультет, библиотека и читальный зал, столовая, спортзал с трибунами, занимающий два этажа.
С 23 марта 2016 года вуз носит наименование федеральное государственное бюджетное образовательное учреждение высшего образования «Курский государственный университет».

### Университетский Храм Святых равноапостольных Кирилла и Мефодия

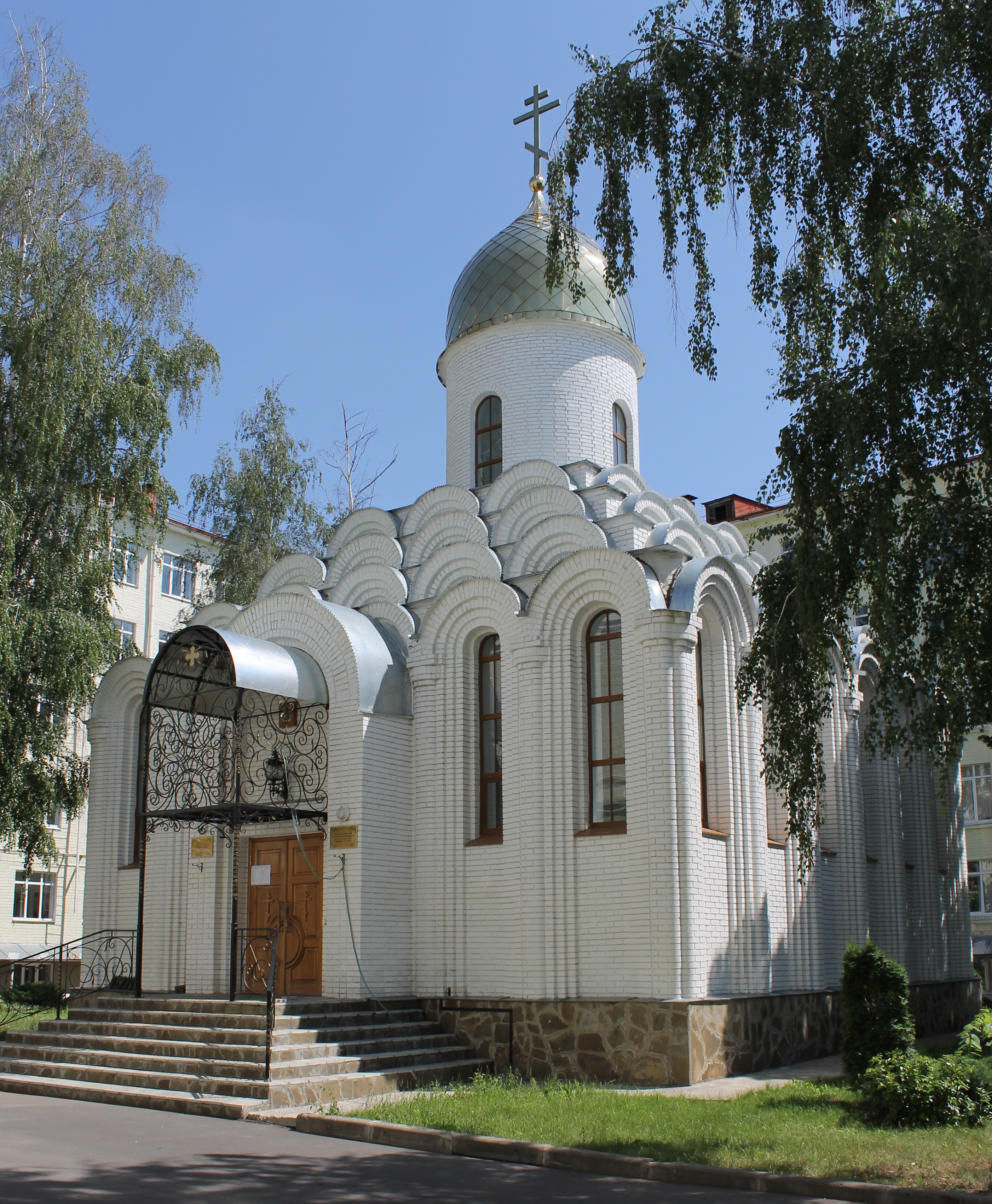
Храм Святых равноапостольных Кирилла и Мефодия

24 мая 1998 года архиепископ Курский и Рыльский Ювеналий совершил закладку камня на территории университета в его внутреннем дворике. Проект храма выполнили архитекторы Михайлов В. Н., Андреева С. Б. и Народный художник Российской Федерации Клыков В. М.
Строительство храма продолжалось с 1999 по 2007 годы.
В 2008 году к празднику Святой Пасхи был изготовлен и установлен Свято-Троицким братством города Щигры иконостас.
24 мая 2008 года архиепископом Курским и Рыльским Германом был освящён первый в Курской области университетский храм Святых равноапостольных Кирилла и Мефодия.

## Университет сегодня
В настоящее время кампус Курского государственного университета состоит из 11 учебных корпусов, в которых располагаются специализированные лаборатории, художественные и производственные мастерские, астрономическая обсерватория, научная библиотека, бизнес-инкубатор, геологический и зоологический музеи. В университете действуют 18 творческих объединений, 5 молодежных театров, 14 спортивных секций, а также студенческий спортивный клуб.

### Образовательная деятельность
В вузе реализуются 283 основные профессиональные образовательные программы. Образовательная инфраструктура включает 15 факультетов, институты экономики и управления, непрерывного образования, социальных инноваций и технологий, институт культуры и искусств; 50 кафедр, колледж коммерции, технологий и сервиса.
Численность обучающихся всех форм обучения на 1 октября 2020 года составила 10432 человека. Общая численность работников вуза — 1002 человека, из них педагогических работников — 440 человек. Ученую степень имеют 83,4 % преподавателей.

#### Факультеты
- Исторический факультет (1934)
- Филологический факультет (1934)
- Естественно-географический факультет (1943)
- Факультет физики, математики, информатики (1945)
- Факультет иностранных языков (1945)
- Юридический факультет (2004)
- Факультет теологии и религиоведения (2004)
- Факультет философии и социологии (2006)

#### Институты
- Институт непрерывного образования (2016)
  - Факультет повышения квалификации и профессиональной переподготовки кадров (1977)
  - Факультет педагогики и психологии (1978)
  - Дефектологический факультет (1988)
  - Кафедра педагогики и профессионального образования (2018)

- Институт экономики и управления (ранее факультет экономики и менеджмента) (2017)

- Институт социальных инноваций и технологий (2019)
  - индустриально-педагогический факультет (1985)
  - факультет физической культуры и спорта (2006)
  - кафедра социальной работы (2017)
- Институт культуры и искусств (2020)
  - Художественно-графический факультет (1960)
  - Факультет искусств и арт-педагогики (2003)

#### Общеуниверситетские кафедры
- Кафедра психологии (1971)
- Кафедра иностранных языков и профессиональной коммуникации
- Кафедра русского языка для иностранных граждан (2007)

#### Колледж коммерции, технологий и сервиса

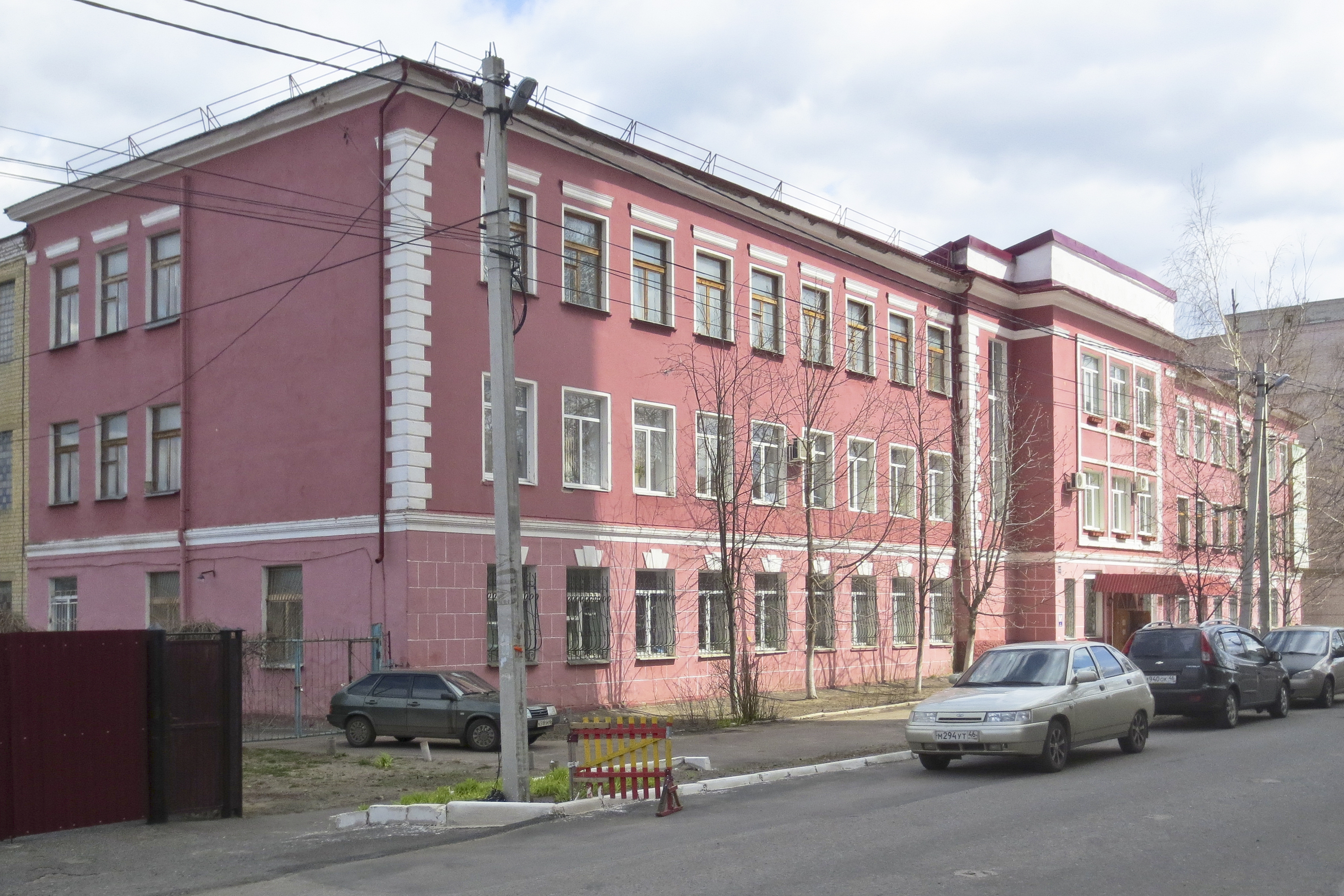
Колледж коммерции, технологий и сервиса

В 1918 году в Курске была организована школа народного хозяйства, которая готовила бухгалтеров-экономистов. В 1922 году школа была реорганизована в промышленно-коммерческий техникум, который готовил финансовых, административно-хозяйственных специалистов и товароведов. В 1935 году учебное заведение было преобразовано в техникум советской торговли. В 1950-е годы техникум выпускал специалистов по направлениям «товароведение промышленных товаров», «товароведение продовольственных товаров», «бухгалтерский учет и контроль», «технология общественного питания». В 1990-е и начале 2000-х годов техникум многократно реорганизовывался. В 2015 году он вошел в состав Курского государственного университета как Колледж коммерции, технологии и сервиса.
Колледж располагается по улице Павлуновского города Курска, включает в себя учебный корпус с 37 аудиториями, лабораториями, учебный кулинарный и кондитерский цех, банкетный, актовый и спортивный залы, стрелковый тир, библиотеку, учебно-производственную столовую, студенческое кафе и общежитие.
Колледж готовит специалистов по направлениям экономика, коммерция, товароведение, гостиничное дело, поварское и кондитерское дело, организация и право социального обеспечения.

### Научно-исследовательская деятельность
В КГУ сформирована инфраструктура для научных исследований и разработок: 2 научно-исследовательских института, 26 учебных, научно-исследовательских, инженерных, многопрофильных центров и лабораторий. В вузе действуют социогуманитарные научные школы в области философии, истории, филологии, экономики, социологии, психологии, педагогики, искусствоведения, теологии и религиоведения. В 2019 году научные исследования осуществлялись по 117 темам в рамках 161 научного направления. Работают диссертационные советы по историческим, философским, филологическим и педагогическим наукам.
Курский государственный университет издает рецензируемые научные журналы: «Ученые записки. Электронный научный журнал Курского государственного университета», «Теория языка и межкультурная коммуникация», «Аудиториум». Также издаются Вестник КГУ «Alma Mater» и Книга Памяти.

#### Научно-исследовательские институты
- НИИ археологии Юго-Востока Руси (2002).
- НИИ паразитологии (2011).

#### Научно-исследовательские центры
- Научно-исследовательский центр физики конденсированного состояния.
- Научно-исследовательский центр изучения наследия и издания трудов архиепископа Луки (Войно-Ясенецкого).
- Инновационно-технологический центр «ФЭМТ».
- Центр коллективного пользования «Междисциплинарный нанотехнологический центр».
- Научно-методический центр патриотического воспитания молодежи, противодействия фальсификации отечественной истории, организации поисковой, краеведческой работы общественных музеев.
- Научно-образовательный центр региональной журналистики КГУ.
- Научно-образовательный центр «Прикладная лингвистика и речевые технологии».

#### Научно-исследовательские лаборатории
- Научно-исследовательская лаборатория «Генетика».
- Научно-исследовательская лаборатория экомониторинга.
- Научно-исследовательская лаборатория фольклорной лексикографии.
- Научно-исследовательская лаборатория «Региональная лексикография и этнолингвистика».
- Научно-исследовательская лаборатория филологической регионалистики «Курское слово».
- Научно-исследовательская лаборатория «Игра в образовании и культуре».
- Научно-исследовательская социологическая лаборатория.
- Научно-исследовательская лаборатория «Центр изучения США»
- Научно-исследовательская лаборатория музыкально-компьютерных технологий.
- Научно-исследовательская лаборатория органического синтеза.
- Научно-исследовательская лаборатория «Психолингвистика и прикладная лингвистика».
- Научно-исследовательская лаборатория «Методология и философия науки».
- Научно-исследовательская лаборатория наноструктурированных сегнетоэлектрических материалов.
- Научно-исследовательская лаборатория реализации стратегии Курской области.
- Научно-исследовательская лаборатория приграничных исследований.
- Социально-психологическая лаборатория.

#### Приоритетные направлениям прикладных научных исследований
- физические исследования,
- прикладные социологические исследования,
- социально-психологические исследования,
- изучение органического синтеза,
- работы в области энергосбережения,
- геоэкологические, биоэкологические, зоологические, геоботанические, биоиндикационные, природоохранные, гидрохимические, геохимические исследования различных компонентов природной среды и техносферы, агроландшафтов;
- работы в области биохимии и генетики белков и аминокислот;
- археологические исследования,
- нанотехнологические исследования.

### Международная деятельность
Курский государственный университет имеет свыше 50 соглашений с зарубежными вузами. Партнерами вуза являются университеты Германии, Франции, Великобритании, Бельгии, Австрии, США, Китая, Польши.
Общая численность иностранных граждан, обучающихся по программам бакалавриата, специалитета и магистратуры, а также на подготовительном отделении и в летних школах, составляет более 550 человек из 50 стран мира.
КГУ выступал площадкой для крупных мероприятий: Международного семинара ученых России и стран АСЕАН по биологической безопасности, Международного молодежного форума по проблемам инклюзивного образования, Общественно-научного форума «Россия: ключевые проблемы и решения», Всероссийского открытого конкурса вокальной музыки им. Г. В. Свиридова, региональных и заключительных этапов Всероссийских олимпиад школьников по русскому языку, литературе, астрономии, технологии, французскому языку, физической культуре и других предметов.

## Ректоры
- 1934 — Лодыженский Семен Абрамович (и. о. директора).
- 1934—1936 — Пономарев, Жданов, Чечулин.
- 1940—1941 — Демещенко Яков Васильевич, и. о. доцента.
- 1941—1942 — Макаров Петр Дмитриевич, кандидат исторических наук, доцент.
- 1943—1944 — Нусинова Целя М. (и. о. директора), профессор.
- 1944—1949 — Елютин Андрей Федорович, и. о. доцента.
- 1949—1957 — Панфилов Яков Васильевич, кандидат исторических наук, доцент.
- 1957—1961 — Литвиненко Анатолий Николаевич, кандидат исторических наук, доцент.
- 1961—1969 — Климов Илья Яковлевич, кандидат исторических наук, доцент.
- 1969—1986 — Кабанов Павел Иванович, доктор исторических наук, профессор.
- 1986—1989 — Гоголев Борис Павлович, кандидат философских наук, доцент.
- 1989—1996 — Барсуков Василий Николаевич, кандидат исторических наук, профессор.
- 1996—2016 — Гвоздев Вячеслав Викторович, кандидат филологических наук, профессор.
- 2016 — н.в. — Худин Александр Николаевич, доктор педагогических наук, профессор.

## Известные люди, деятельность которых связана с университетом
- Благинина, Елена Александровна
- Бубнов, Александр Владимирович
- Гневушева, Елизавета Ивановна
- Чёрный, Сергей Данилович
- Белунова, Нина Иосифовна
- Слатинов, Владимир Борисович
- Галицкий, Василий Иванович
- Липкинг, Юрий Александрович
- Уманский, Лев Ильич
- Чернышёв, Алексей Сергеевич
- Попов, Константин Степанович
- Хроленко, Александр Тимофеевич